# Real Time Messaging Protocol
Real Time Messaging Protocol (RTMP) era inizialmente un protocollo proprietario sviluppato da Macromedia per lo streaming audio, video e dati attraverso internet, utilizzato principalmente tra un player Flash ed un server. Macromedia è ora proprietà di Adobe, la quale ha reso disponibili le specifiche del protocollo per uso pubblico.
Il protocollo RTMP ha diverse varianti:
1. il protocollo "plain" che lavora direttamente in TCP ed usa la porta 1935 di default.
2. RTMPS che è RTMP su connessioni sicure SSL ed usa HTTPS.
3. RTMPE che è un RTMP cifrato che usa un meccanismo di sicurezza di Adobe. Mentre i dettagli dell'implementazione sono proprietari, il meccanismo di funzionamento si avvale di primitive di crittografia standard. Il suo design non è perfetto e non fornisce di per sé sicurezza.
4. RTMPT che è incapsulato all'interno delle richiesta HTTP per superare i firewall. La sessione incapsulata può trasportare al suo interno pacchetti RTMP, RTMPS o RTMPE.

Sebbene la motivazione originaria per l'introduzione di RTMP fosse quella di fornire un protocollo per il playing di video in Flash, di fatto tale protocollo viene usato anche per altre applicazioni, come l'Adobe LiveCycle Data Services ES.